# Observation Post North

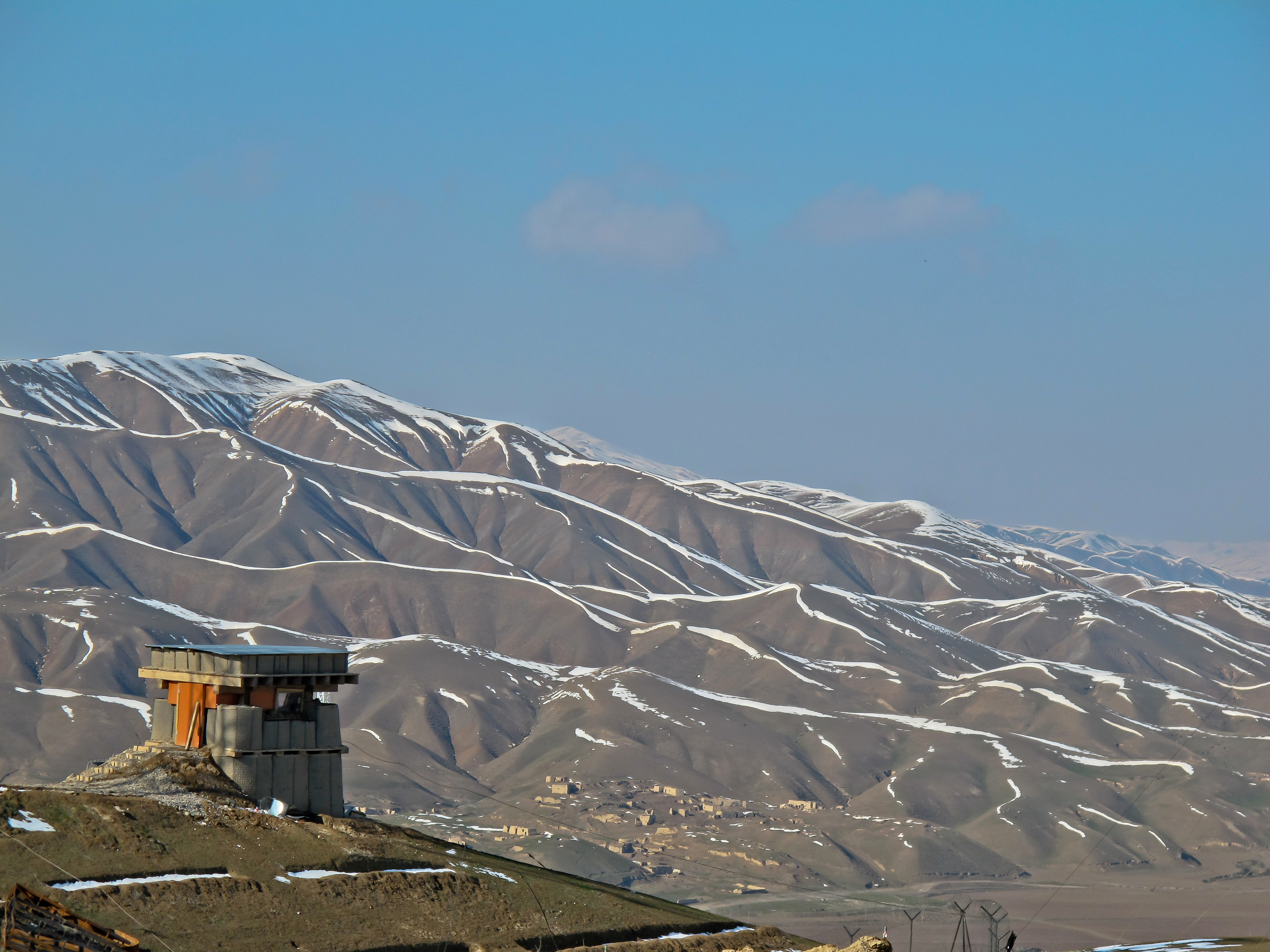
Sicherungs- und Verteidigungsstellung am OP N

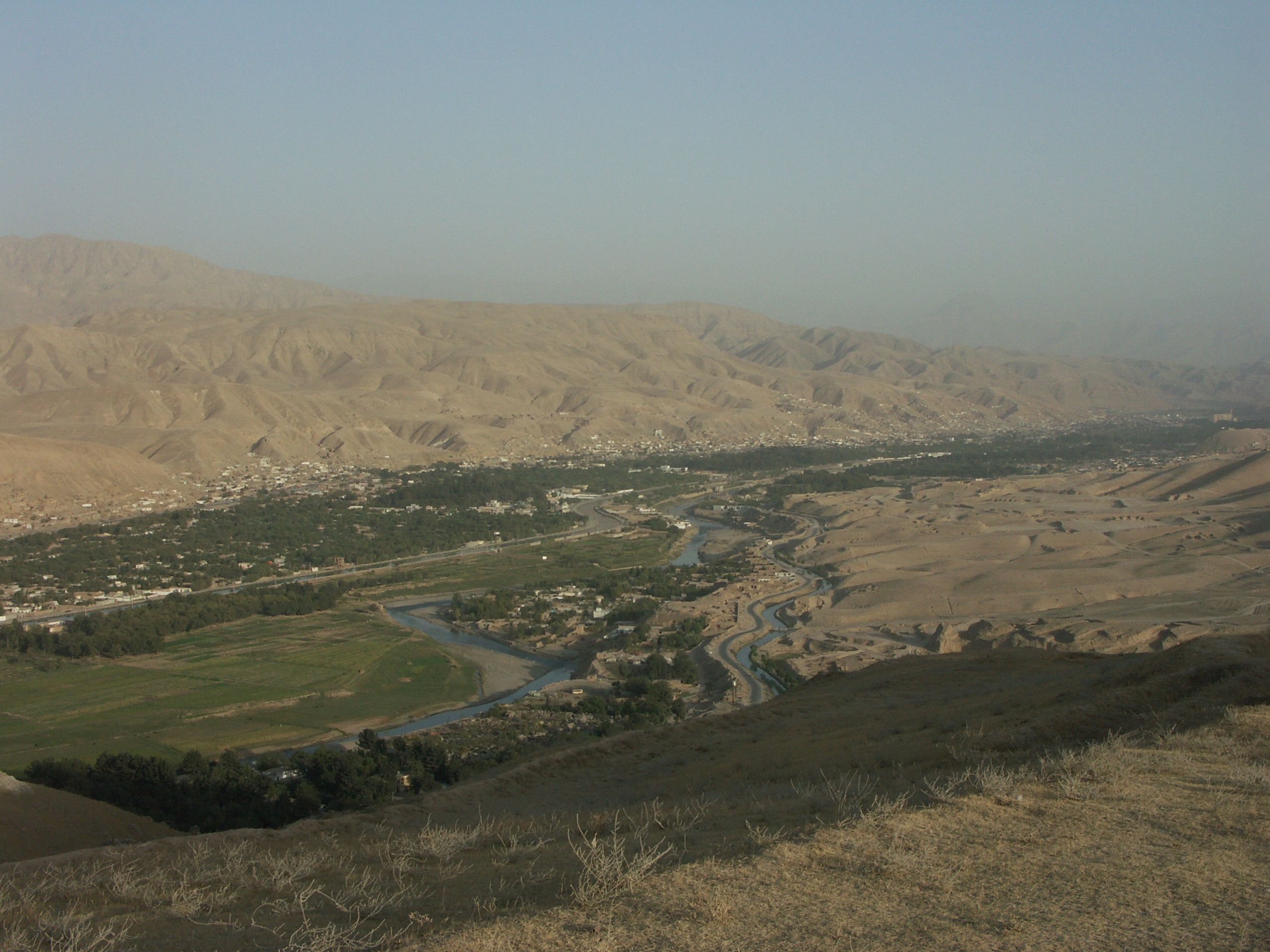
Blick auf Pol-e Chomri vom OP Burns

Der Observation Post North (kurz OP North, deutsch „Beobachtungspunkt Nord“) war im Rahmen der ISAF-Mission ein Außenposten der Bundeswehr, gelegen etwa 15 Kilometer nördlich der Provinzhauptstadt Pol-e Chomri der afghanischen Provinz Baghlan.

## Lage
Der OP North lag am Ortsrand der Siedlung Puzeh-E Yshan zwischen Kokan und der Provinzhauptstadt Pol-e Chomri, ca. 23 km südlich von der Stadt Baghlan. Der Außenposten wurde auf einer Hügelkette errichtet, die unmittelbar am Highway 3 liegt, einer der wichtigsten Süd-Nord-Verbindungen Afghanistans, die die Landeshauptstadt Kabul mit der Stadt Kundus verbindet. Etwa 2 Kilometer westlich vom ehemaligen OP North befindet sich das sogenannte „Highway-Triangle“, die Kreuzung zwischen den afghanischen Highways 1 und 3. Der Highway 3 verbindet auch die Städte Pol-e Chomri und Mazār-i Scharif, dem Sitz des Regionalkommandos Nord in Afghanistan.
Somit lag der OP North in unmittelbarer Nähe von einem der wichtigsten strategischen Verkehrsknotenpunkte in Nordafghanistan, über den nahezu der gesamte Nord-Süd-Verkehr in Nordafghanistan abgewickelt wird, da abseits dieser Highways eine Fortbewegung mit Fahrzeugen über eine längere Distanz nicht möglich ist.
Die Entfernung vom OP North nach Kundus betrug etwa 100 Kilometer in nördlicher Richtung, die Entfernung nach Mazār-i Scharif betrug etwa 200 Kilometer in nordwestlicher Richtung, somit lag der Außenposten etwa auf der Hälfte der Strecke zwischen Mazār-i Scharif und Kabul.

## Stärke
Zeitweise waren am OP North etwa 700 Bundeswehrsoldaten sowie Soldaten anderer ISAF-Teilnehmernationen stationiert, das entspricht in etwa der Stärke eines Bataillons. So standen dem Kommandeur des Außenpostens zwei Infanteriekompanien, eine Aufklärungskompanie sowie eine Pionierkompanie zur Verfügung. Verstärkt wurden diese Kräfte durch die unterschiedlichsten Unterstützungskräfte, wie beispielsweise einem Mörserzug, einer Panzerhaubitze 2000, Führungsunterstützungskräfte, Feldjäger, Instandsetzungs- und Logistikkräfte, Elektronische Kampfführung (EloKa), einem Feldküchentrupp sowie einer Außenstelle der Feldpost. Zusätzlich verfügte der Kommandeur des OP North noch über einen verminderten Bataillonsstab, der den Kommandeur in allen operativen Fragestellungen und Aufgaben unterstützte und beriet.
Nachschub erhielt der OP North entweder über die Straßenanbindung oder aus der Luft. Für diesen Fall verfügte der OP North über einen eigenen Hubschrauberlandeplatz. 

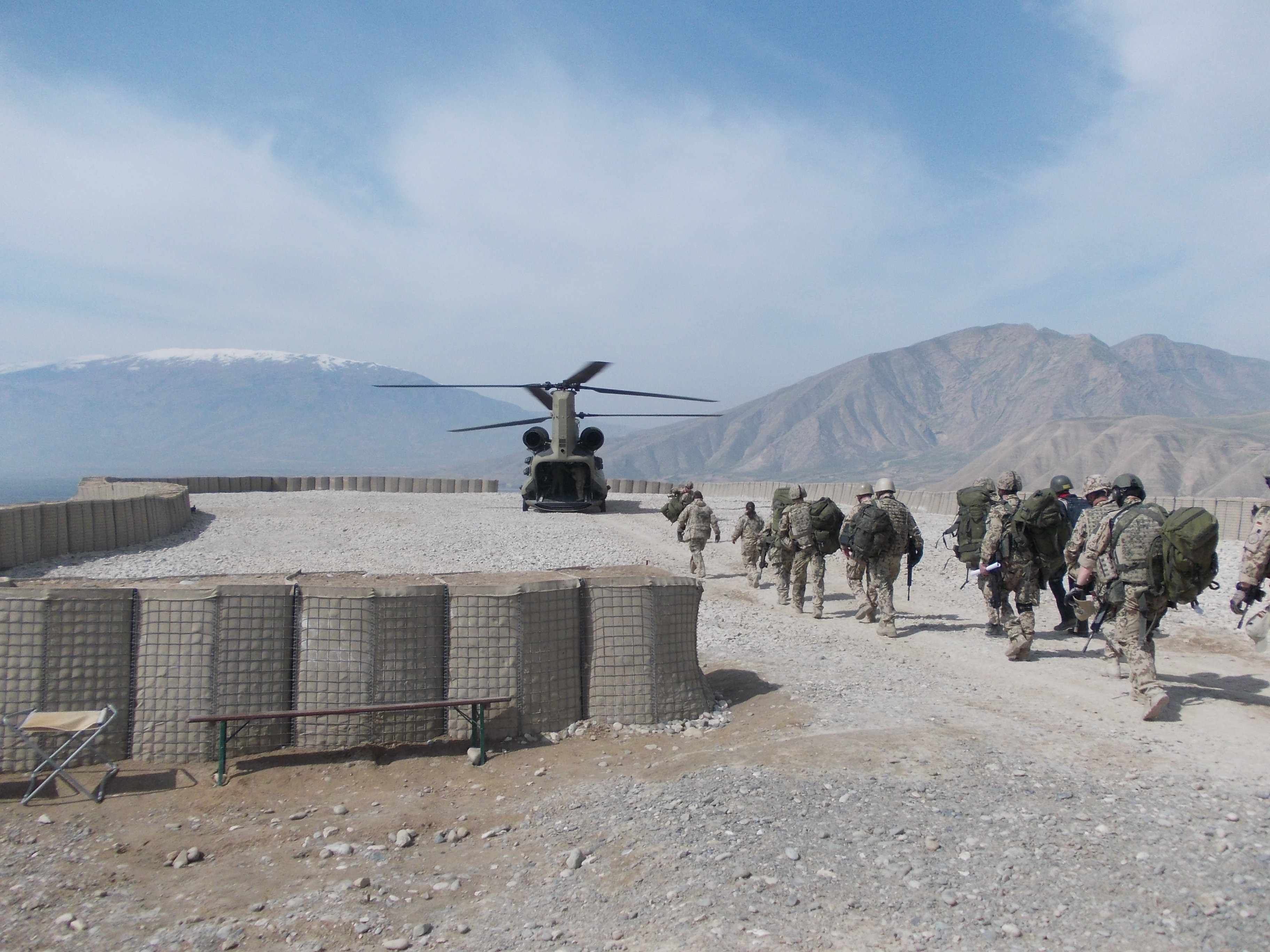
Truppenverlegung mit Hilfe einer CH-47 Chinook vom OP North nach Kundus

## Auftrag
Der Posten wurde ab Anfang 2010, als die Talibanaktivitäten in der Provinz ihren Höhepunkt erreicht hatten, errichtet. Nach Nutzung als Operationsbasis für die Operation Taohid wurde der Hügel im Schwerpunkt durch Kräfte des Gebirgsjägerbataillons 231 aus Bad Reichenhall ausgebaut und im Laufe der Zeit immer weiter befestigt.
Der OP North hatte den Auftrag, die Highways 1 und 3 zu überwachen, die Sicherheitslage im Umfeld zu stabilisieren und die afghanischen Sicherheitskräfte in der Region, schwerpunktmäßig die afghanische Nationalarmee (ANA), zu betreuen und zu mentoren, um somit die Afghanen zu befähigen, eigenständig die Sicherheit in der Provinz Baghlan aufrechtzuerhalten.

## Lebensbedingungen
Die Unterbringung der Soldaten im OP North erfolgte nicht in befestigten Unterkünften, sondern in Zelten, die im Schnitt mit acht Soldaten belegt waren. Um sich gegen die extremen klimatischen Verhältnisse zu schützen, standen in den Zelten Feldheizgeräte für den Winter sowie Klimageräte für den Sommer zur Verfügung. Trotz dieser Klimageräte erreichten die Temperaturen in den Zelten zeitweise bis zu 40 °C, so dass die Soldaten hohen klimatischen Belastungen ausgesetzt waren.
Für die Hygiene standen bis 2011 keine Sanitärcontainer bereit, die die Möglichkeit zum Toilettengang und zur Dusche boten. Stattdessen wurden für den Toilettengang mobile Toilettenkabinen aufgestellt. Für die Körperpflege wurden zunächst improvisierte Duschen errichtet, die mit Trinkwasser betrieben wurden. Die Sanitärcontainer wurden erst im jeweils laufenden Kontingent aufgebaut. Auch nach Aufnahme des Sanitärcontainerbetriebs gab es immer wieder Probleme mit der Wasserversorgung und der Entsorgung des Abwassers. So wurde teilweise den Soldaten, die im Lager ihren Dienst verrichteten, ein „Duschvorbehalt“ auferlegt, so dass es noch genügend Kapazitäten gab, wenn beispielsweise Soldaten von einer Patrouille zum OP North zurückkehrten.
Das Wasser wurde aus einem eigenen Brunnen am OP North gewonnen; Trinkwasser und Verpflegung wurden auf dem Nachschubweg zugeführt. Die Verpflegung der Truppen erfolgte zeitweise völlig durch EPA. Erst allmählich übernahm ein Feldküchentrupp die Versorgung morgens und abends. 

## Rückbau
In Vorbereitung des Abzugs der ISAF-Truppen aus Afghanistan erging Anfang des Jahres 2013 der Auftrag an den OP North, den Außenposten bis spätestens zur Jahresmitte 2013 zurückzubauen und alle Kräfte zurück in das deutsche Feldlager Camp Marmal zu verlegen. Anfang Februar wurde mit dem Abbau begonnen, der Anfang Juni 2013 weitestgehend beendet war. Am 15. Juni 2013 wurde der OP North in einer feierlichen Zeremonie an die afghanischen Streitkräfte übergeben. Die letzten Kräfte der Bundeswehr verließen den OP North am 15. Juni um 12:00 Uhr afghanischer Zeit. Der letzte Zug, der den OP North verließ, gehörte wiederum dem Gebirgsjägerbataillon 231 an.

## Anschlag 2011
Bekannt in der deutschen Öffentlichkeit wurde der OP North, als am 18. Februar 2011 ein afghanischer Soldat in dem Camp drei Bundeswehrangehörige tötete und sechs zum Teil schwer verletzte, indem er seine Waffe auf sie richtete und dann das Feuer eröffnete. Der Attentäter selbst wurde bei dem Anschlag ebenfalls getötet.
Mit einem Ehrenhain innerhalb des OP North wurde der gefallenen Kameraden gedacht. Dieser Ehrenhain wurde im Zuge des Rückbaus nach Deutschland verbracht und ist inzwischen am Einsatzführungskommando der Bundeswehr in Schwielowsee bei Potsdam neu errichtet worden.

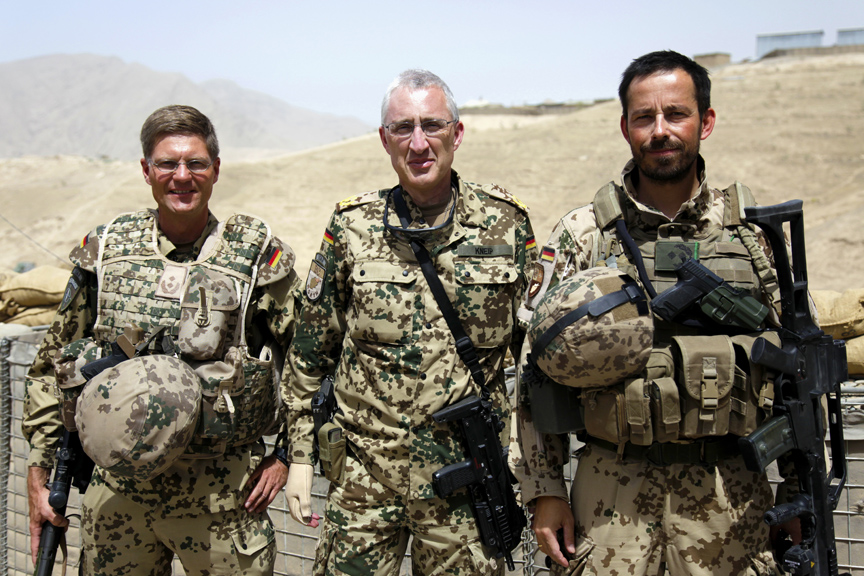
Generalmajor Markus Kneip bei der Kommandoübergabe von Oberstleutnant Hübner (r.) an Oberstleutnant Mirow (l.) im August 2011
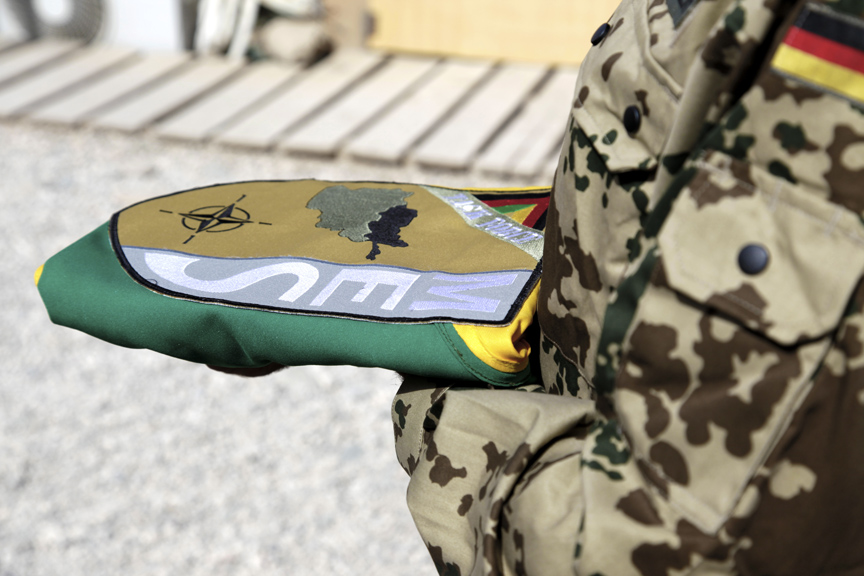
Neue Flagge der Task Force Mazār-i Scharif bei der Kommandoübergabe im August 2011
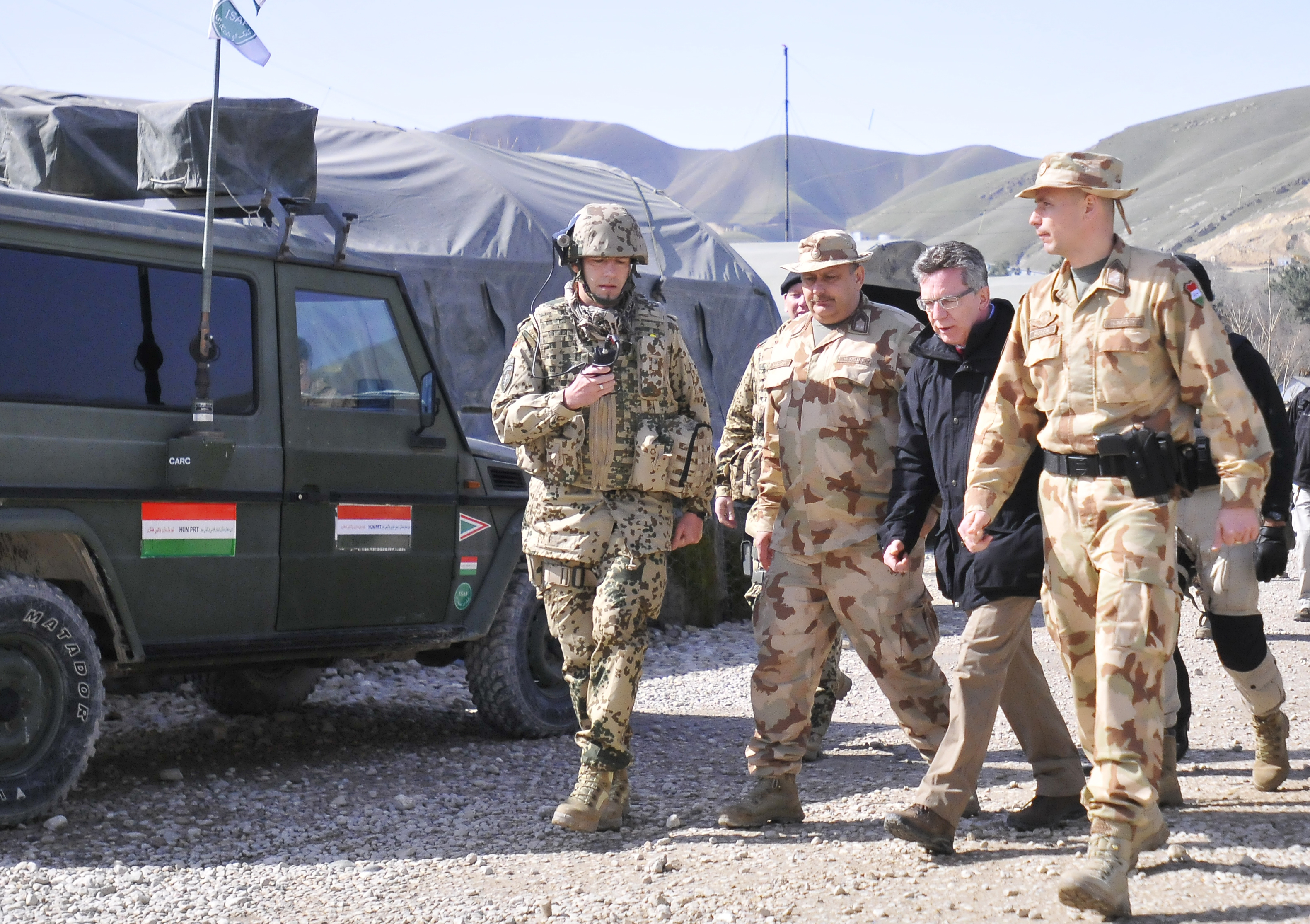
Verteidigungsminister Thomas de Maizière im Gespräch mit ungarischen Soldaten im OP North
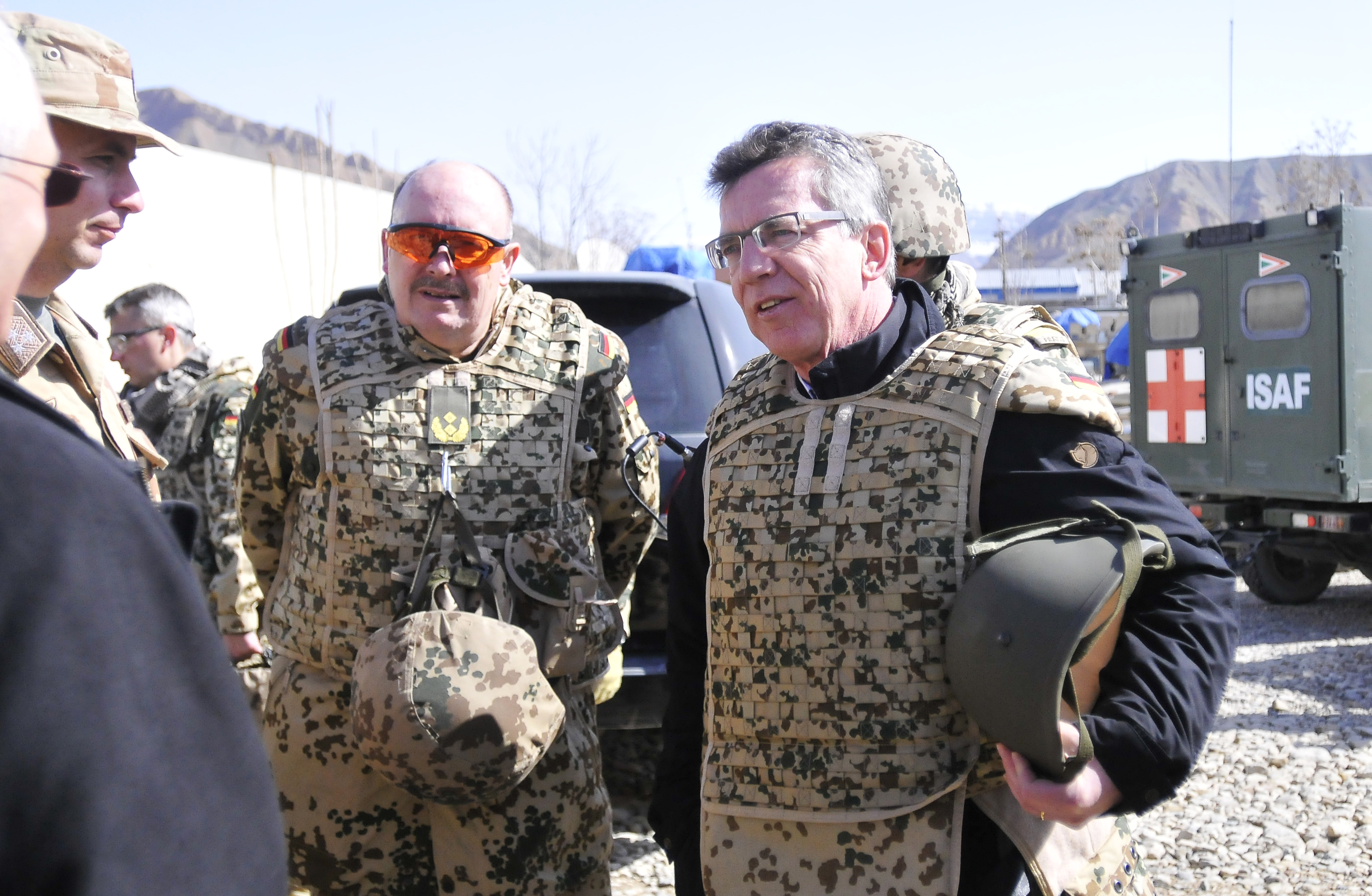
Verteidigungsminister Thomas de Maizière und Generalmajor Erich Pfeffer im OP North
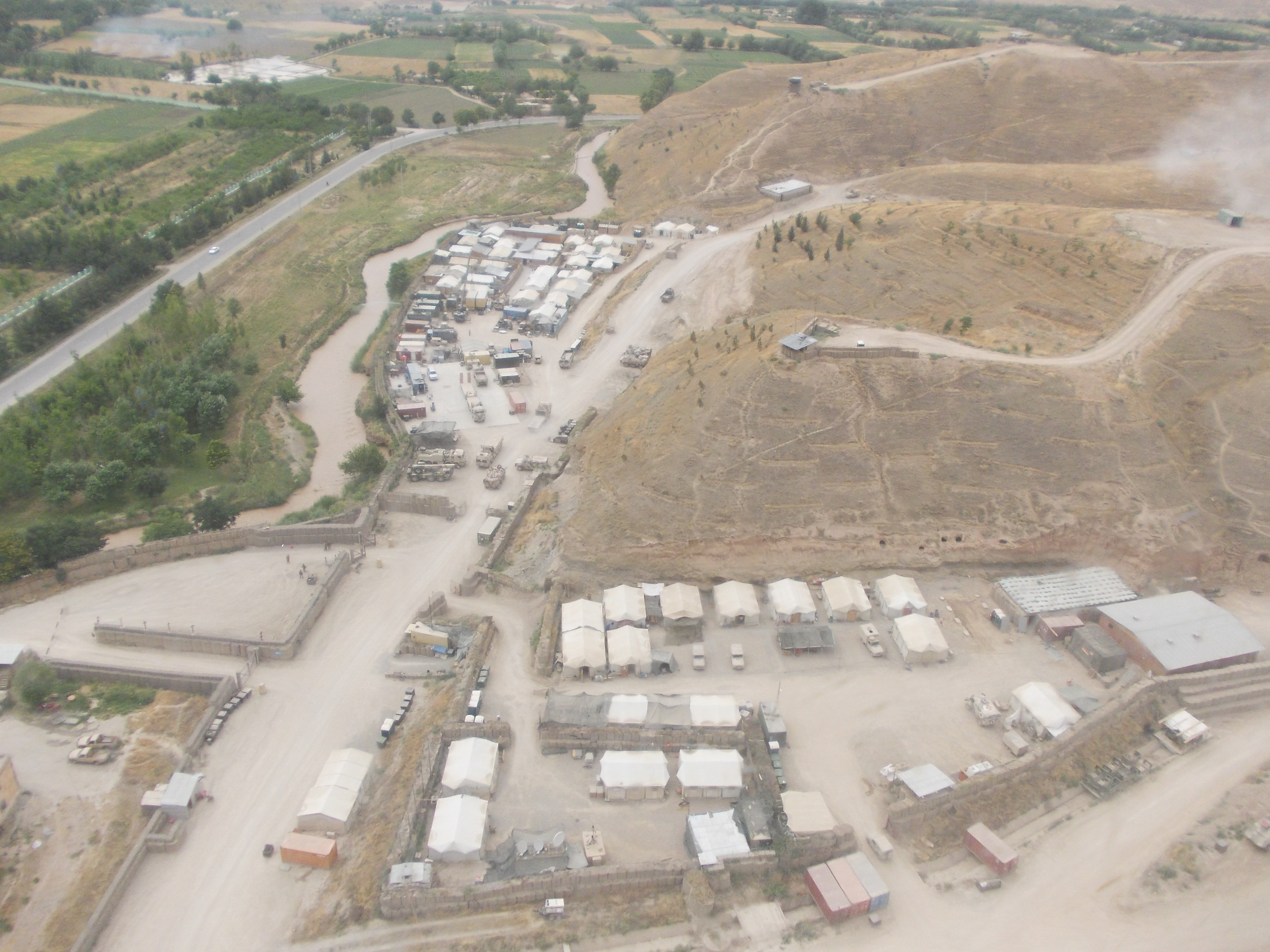
OP North („Logitown“) von oben
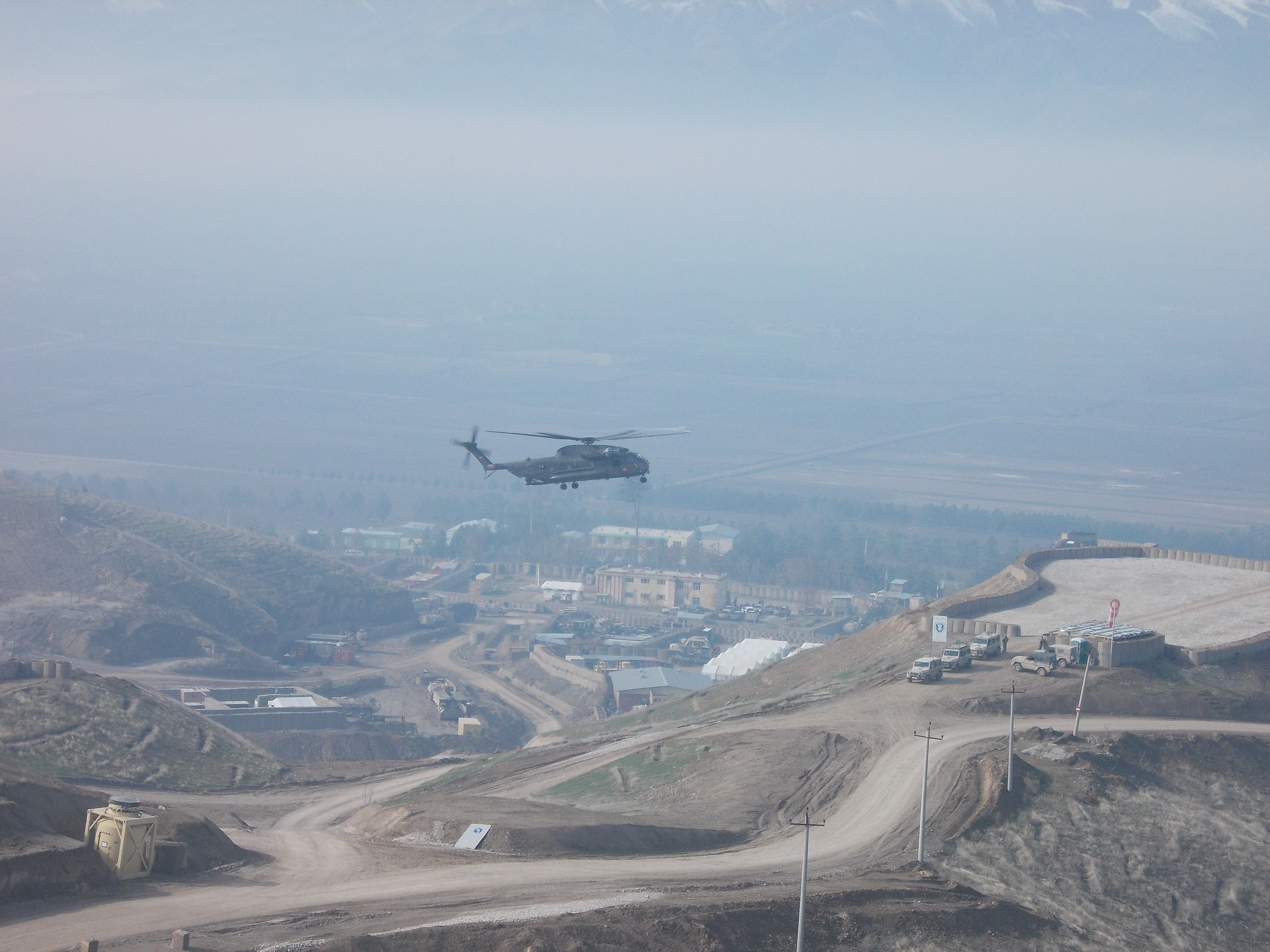
CH-53 im Anflug auf den OP North
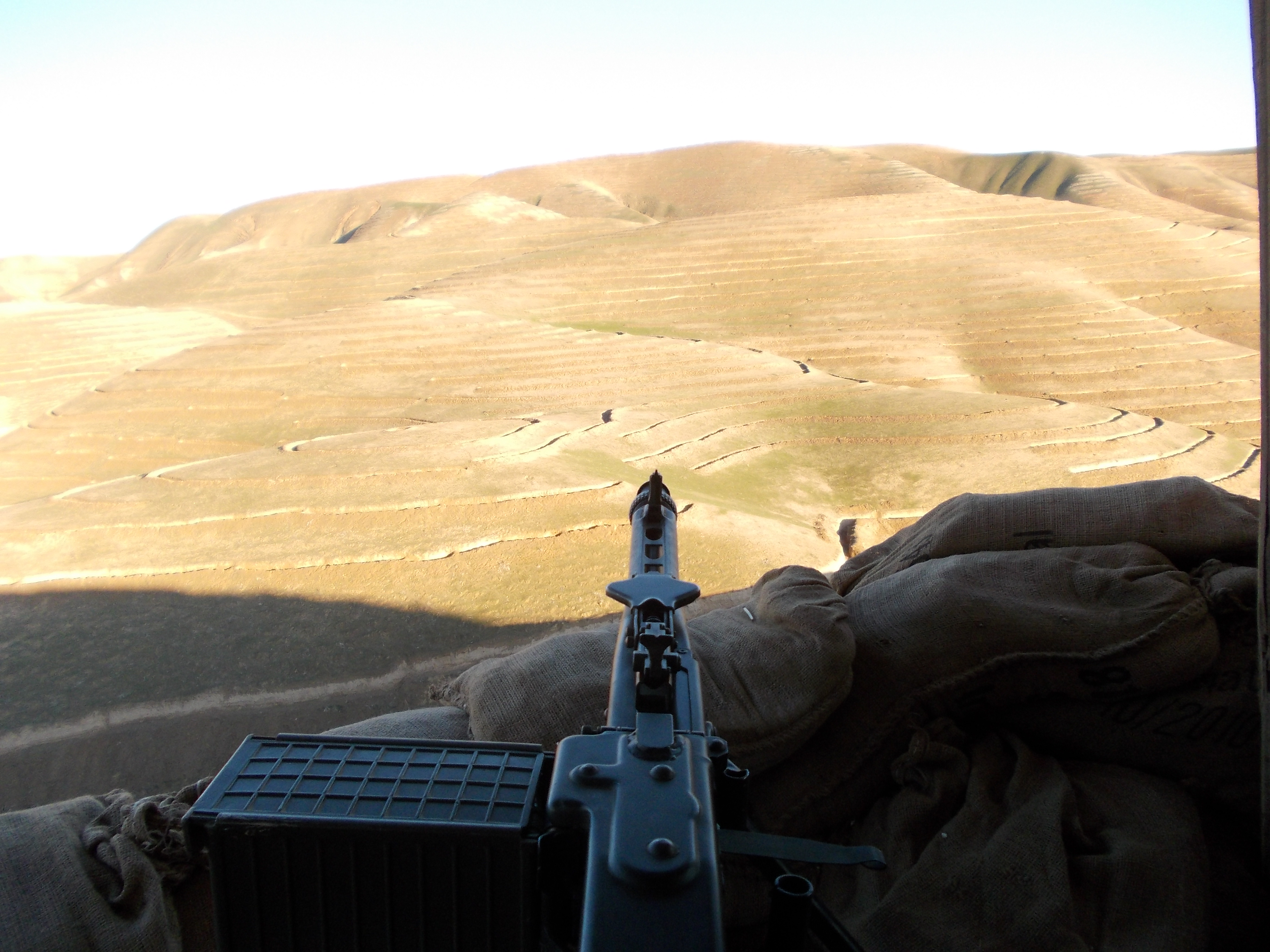
Verteidigungsstellung am OP North, Hauptschussrichtung auf die Hügel in nordostwärtiger Richtung